# Jedenasta edycja Seiyū Awards
11. Seiyū Awards – ceremonia wręczenia nagród japońskim aktorom głosowym, która odbyła się w dniu 18 marca 2017 roku w JOQR Media Plus Hall w Minato, Tokio.
Zwycięzcy nagrody za zasługi/osiągnięcia artystyczne oraz laureaci nagrody Kei Tomiyama i nagrody Kazue Takahashi zostali ogłoszeni 21 lutego 2017 roku. Zwycięzcy nagrody za synergię oraz  nagrody Kids/Family zostali ogłoszeni 14 marca 2017. Reszta zwycięzców została ogłoszona w dniu ceremonii.
| Zwycięzcy                            | Agencja | Rola w anime                                |
| Najlepszy aktor pierwszoplanowy      | Najlepszy aktor pierwszoplanowy                                                                                     | Najlepszy aktor pierwszoplanowy             |
| ------------------------------------ | --- | ------------------------------------------- |
| Ryūnosuke Kamiki                     | Amuse, Inc. | Taki Tachibana (Twoje imię)                 |
| Najlepsza aktorka pierwszoplanowa    | |                                             |
| Mone Kamishiraishi                   | TOHO Entertainment                                                                                                  | Mitsuha Miyamizu (Twoje imię)               |
| Najlepsi aktorzy ról drugoplanowych  | |                                             |
| Hōchū Ōtsuka                         | Crazy Box | Satō (Ajin)                                 |
| Najlepsze aktorki ról drugoplanowych | |                                             |
| Megumi Han                           | Atomic Monkey | Sumi (In This Corner of the World)          |
| Najlepsze objawienie wśród aktorów   | |                                             |
| Setsuo Itō                           | Air Agency | Shigeo "Mob" Kageyama (Mob Psycho 100)      |
| Yūma Uchida                          | I’m Enterprise | Hayate Immelmann (Macross Delta)            |
| Yūsuke Kobayashi                     | Yu-rin Pro | Arslan (Arslan senki: Fūjin ranbu)          |
| Najlepsze objawienie wśród aktorek   | |                                             |
| Ari Ozawa                            | I’m Enterprise | Mizuki Usami (This Art Club Has a Problem!) |
| Sayaka Senbongi                      | I’m Enterprise | Mumei (Kabaneri of the Iron Fortress)       |
| Minami Tanaka                        | 81 Produce | Katia Waldheim (Schwarzesmarken)            |
| Singing Award                        | |                                             |
| Zwycięzca                            | Członkowie | Agencja                                     |
| Aqours                               | Anju Inami Rikako Aida Nanaka Suwa Arisa Komiya Shuka Saitō Aika Kobayashi Kanako Takatsuki Aina Suzuki Ai Furihata | Lantis                                      |
| Nagroda za osobowość                 | |                                             |
| Zwycięzca                            | Agencja | Prace                                       |
| Natsuki Hanae                        | Across Entertainment                                                                                                | TV Show Oha Suta                            |
| Natsuki Hanae                        | Across Entertainment                                                                                                | Radio Show A&G TRIBAL RADIO AGSON           |

| Nagroda za osiągnięcia artystyczne                        | Nagroda za osiągnięcia artystyczne                        | Nagroda za osiągnięcia artystyczne                        | Nagroda za osiągnięcia artystyczne                        | Nagroda za osiągnięcia artystyczne | Nagroda za osiągnięcia artystyczne |
| Zwycięzcy                                                 | Zwycięzcy                                                 | Agencja                                                   | Agencja                                                   | Źródło                             | Źródło                             |
| --------------------------------------------------------- | --------------------------------------------------------- | --------------------------------------------------------- | --------------------------------------------------------- | ---------------------------------- | ---------------------------------- |
| Kiyoshi Kobayashi                                         | Kiyoshi Kobayashi                                         | Haikyō                                                    | Haikyō                                                    | [ 1 ]                              |                                    |
| Mari Shimizu                                              | Mari Shimizu                                              | 81 Produce                                                | 81 Produce                                                | [ 1 ]                              |                                    |
| Junko Hori                                                | Junko Hori                                                | Production Baobab                                         | Production Baobab                                         | [ 1 ]                              |                                    |
| Nagroda za Synergię                                       |                                                           |                                                           |                                                           |                                    |                                    |
| Zwycięzca                                                 |                                                           |                                                           |                                                           |                                    |                                    |
| Twoje imię                                                | Twoje imię                                                | Twoje imię                                                | Twoje imię                                                | [ 2 ]                              |                                    |
| Nagroda Kei Tomiyamy                                      |                                                           |                                                           |                                                           |                                    |                                    |
| Zwycięzca                                                 | Zwycięzca                                                 | Agencja                                                   | Agencja                                                   | Źródło                             | Źródło                             |
| Ryūsei Nakao                                              | Ryūsei Nakao                                              | 81 Produce                                                | 81 Produce                                                | [ 1 ]                              |                                    |
| Nagroda Kazue Takahashi                                   |                                                           |                                                           |                                                           |                                    |                                    |
| Zwycięzca                                                 | Zwycięzca                                                 | Agencja                                                   | Agencja                                                   | Źródło                             | Źródło                             |
| Sumi Shimamoto                                            | Sumi Shimamoto                                            | freelancer                                                | freelancer                                                | [ 1 ]                              |                                    |
| Nagroda Kids/Family                                       |                                                           |                                                           |                                                           |                                    |                                    |
| Zwycięzca                                                 |                                                           |                                                           |                                                           |                                    |                                    |
| Cała obsada Sekretne życie zwierzaków domowych            | Cała obsada Sekretne życie zwierzaków domowych            | Cała obsada Sekretne życie zwierzaków domowych            | Cała obsada Sekretne życie zwierzaków domowych            | [ 2 ]                              |                                    |
| Nagroda Specjalna                                         |                                                           |                                                           |                                                           |                                    |                                    |
| Zwycięzca                                                 | Zwycięzca                                                 | Agencja                                                   | Agencja                                                   |                                    |                                    |
| Non                                                       | Non                                                       | LesPros entertainment                                     | LesPros entertainment                                     |                                    |                                    |
| Nagroda honorowa                                          |                                                           |                                                           |                                                           |                                    |                                    |
| Wszystkim aktorom i aktorkom głosowym zmarłym w 2016 roku | Wszystkim aktorom i aktorkom głosowym zmarłym w 2016 roku | Wszystkim aktorom i aktorkom głosowym zmarłym w 2016 roku | Wszystkim aktorom i aktorkom głosowym zmarłym w 2016 roku | [ 2 ]                              |                                    |